# Jacques Février
Jacques Février (Saint-Germain-en-Laye, 26 luglio 1900 – Épinal, 2 settembre 1979) è stato un pianista francese.

## Biografia
Jacques Février nasce a Saint-Germain-en-Laye, figlio del compositore Henry Février. Studia con Édouard Risler al Conservatorio di Parigi, ottenendo un premier prix nel 1921, e frequenta le lezioni di Ricardo Viñes e Marguerite Long. Nel 1932 lui e il compositore sono stati i primi esecutori del Concerto due pianoforti di Francis Poulenc. 
Fu stretto il legame fra lui e il Gruppo dei Sei: molto spesso suonò con Poulenc e Georges Auric e registrò (nel 1957) due brani di Darius Milhaud. Nei primi anni '70 Février registrò diverse composizioni di Poulenc per la EMI: le sonate per violino con Yehudi Menuhin, e quelle per violoncello con Pierre Fournier. Nello stesso periodo però Février registrò anche le sonate per violino e violoncello di Debussy, con Menuhin e Maurice Gendron. Esistono anche due registrazioni delle composizioni a quattro mani di Erik Satie dove Février suona prima con Georges Auric (nel 1968) e poi con Poulenc.
Sebbene Paul Wittgenstein sia stato il dedicatario e primo esecutore del "Concerto per la mano sinistra" di Maurice Ravel, Février è stato il pianista espressamente scelto dal compositore per eseguire tale brano in terra francese. I due si conoscevano da lungo tempo, poiché il padre di Fevrier era stato compagno di classe di Ravel nella classe di composizione di Gabriel Fauré nel Conservatorio di Parigi. 
Nel 1938, poco dopo la morte del compositore basco, porto in tour negli Stati Uniti lo stesso concerto, insieme al direttore Serge Koussevitzky. Per diversi anni inoltre è stato collaboratore di Francis Poulenc, eseguendo per lui (o insieme a lui) diverse sue opere. 
Oltre all'attività concertistica dal 1952 è stato insegnante di musica da camera presso il Conservatorio di Parigi, avendo fra i suoi studenti Gabriel Tacchino.
Muore a Épinal nel 1979, poche settimane dopo essere stato investito da un motociclista durante una passeggiata in campagna.